# Rivière du Portage (rivière Alex)
Pour les articles homonymes, voir Rivière du Portage.
La rivière du Portage est un affluent de la rivière Alex, coulant dans le territoire non organisé de Passes-Dangereuses, dans la municipalité régionale de comté de Maria-Chapdelaine, dans la région administrative du Saguenay-Lac-Saint-Jean, au Québec, au Canada. Le cours de cette rivière coule entièrement dans la zec des Passes.
La foresterie constitue la principale activité économique du secteur ; les activités récréotouristiques, en second.
Quelques routes forestières desservent la vallée de la rivière du Portage, surtout pour les besoins de la foresterie et des activités récréotouristiques,,.
La surface de la rivière du Portage habituellement gelée de la fin novembre au début avril, toutefois la circulation sécuritaire sur la glace se fait généralement de la mi-décembre à la fin mars.

## Géographie
Les principaux bassins versants voisins de la rivière du Portage sont :
- côté Nord : ruisseau Margot, rivière Alex, rivière D'Ailleboust, rivière au Serpent, rivière Péribonka, lac Péribonka ;
- côté Est : rivière Péribonka, rivière Shipshaw, rivière du Canal Sec, Petit lac Onatchiway, rivière Onatchiway, rivière au Poivre ;
- côté Sud : rivière Alex, rivière Péribonka, crique des Treflès ;
- côté Ouest : rivière du Nord, rivière Alex, crique Louise, crique François, crique aux Chiens, rivière Mistassibi[2].

La rivière du Portage prend sa source à l’embouchure du lac des Souches (longueur : 1,7 km ; altitude : 319 m). Ce lac est alimenté par une décharge qui draine les eaux du crique Orignal, du crique des Ingénieurs, du crique Tremblay et du crique du Portage. L’embouchure de ce lac est entouré de sommets de montagnes : un sommet (altitude : 472 m) à l’Ouest ; un deuxième (altitude : 442 m à l’Est). Cette source de la rivière est située à :
- 8,5 km à l’Ouest du cours de la rivière Péribonka ;
- 5,3 km à l’Est de l’embouchure de la rivière du Portage (confluence avec la rivière Alex) (à la hauteur du lac Alex) ;
- 50,8 km au Nord de l’embouchure de la rivière Péribonka (confluence avec le lac Saint-Jean).

À partir de sa source (lac des Souches) situé dans la partie centre-Est de la zec des Passes, entre le cours de la rivière Péribonka (situé du côté Est) et le cours de la rivière Alex, le cours de la rivière du Portage descend sur 7,4 km entièrement en zones forestières, selon les segments suivants :
- 2,0 km vers le Sud-Ouest en traversant le lac Yza (longueur : 1,2 km ; altitude : 304 m) sur sa pleine longueur, jusqu’à son embouchure ;
- 1,0 km vers le Sud-Ouest jusqu’au crique Simard (venant du Nord) ;
- 1,1 km vers le Sud-Ouest en recueillant la décharge d’un lac (lequel reçoit les eaux du crique des Hauteurs) jusqu’au crique Arthur (venant du Sud) ;
- 1,9 km vers l’Ouest en formant une boucle vers le Sud où le cours longe d’abord vers le Sud-Ouest le pied de la montagne, jusqu’à la décharge (venant du Sud) d’un ensemble de lacs dont de la Proche Colline, Jaune Henri, Daniel et du Premier Colon ;
- 2,2 km vers le Nord-Ouest en passant entre deux montagnes dont un sommet atteint 649 m au Nord et un autre atteint649 m au Sud, jusqu'à l'embouchure de la rivière[2].

L'embouchure de la rivière du Portage se déverse au fond d’une baie sur la rive Nord de la rivière Péribonka à :
- 14,2 km à l’Ouest du cours de la rivière Péribonka ;
- 10,2 km au Nord du lac aux Grandes Pointes (traversé par la rivière Alex) ;
- 48,9 km au Nord de l’embouchure de la rivière Alex (confluence avec la rivière Péribonka) ;
- 71,9 km au Nord-Est de l’embouchure de la rivière Péribonka (confluence avec le lac Saint-Jean) ;
- 72,8 km au Nord de l’embouchure du lac Saint-Jean (confluence avec la Grande Décharge) ;
- 77,5 km au Nord du centre-ville d’Alma[2].

À partir de l’embouchure de la rivière du Portage, le courant descend le cours de la rivière Alex ; puis le courant suit le cours de la rivière Péribonka, d’abord vers le Nord-Ouest, puis vers le Sud-Ouest. À l’embouchure de cette dernière, le courant traverse le lac Saint-Jean vers l’Est, puis emprunte le cours de la rivière Saguenay vers l’Est jusqu'à la hauteur de Tadoussac où il conflue avec le fleuve Saint-Laurent.

## Toponymie
Le toponyme « Rivière du Portage » a été officialisé le 15 juillet 1970 à la Banque des noms de lieux de la Commission de toponymie du Québec.